# CARAVELLI PLAYS聖子
『CARAVELLI PLAYS 聖子』（カラヴェリ・プレイズ・せいこ）は、カラベリ・グランド・オーケストラによる松田聖子楽曲の作品集。1983年8月25日にEPIC・ソニーから発売。規格品番：20・3P-456（LP）38・8P-28（CD）。

## 解説
フランス人指揮者カラベリのオーケストラ「カラベリ・グランド・オーケストラ」による松田の楽曲のインストゥルメンタル作品集。曲名はフランス語でつけられている。カラベリが特別に作曲した曲も収録されている。
全曲カラベリと大村雅朗の共同編曲。リズムセクション・ギター・管楽器ソロ等のパートは日本のスタジオ・ミュージシャンが演奏。現在は廃盤となっており幻のCDとなっている。

## 収録曲
1. JOLIE PETITE FLEUR [3:42]
シングル「赤いスイートピー」。
2. UN CADEAU [4:41]
アルバム『Pineapple』収録「P・R・E・S・E・N・T」。
3. PARASOL BLANC [3:16]
シングル「白いパラソル」。
4. BALCON SUR LA PLAGE [3:36]
シングル「渚のバルコニー」。
5. AU GRE DU VENT [3:46]
シングル「風立ちぬ」。
6. LES AMANTS EN PLEIN HIVER [4:35]
アルバム『Candy』収録「真冬の恋人たち」。
7. AU PETIT MATIN TRANSPARENT [3:48]
アルバム『Pineapple』収録「水色の朝」。
8. L'ILE BLEUE A DEUX [3:45]
シングル「青い珊瑚礁」。
9. ETUDE POUR UNE ROSE SAUVAGE [4:03]
シングル「野ばらのエチュード」。
10. JARDIN　SECRET [3:22]
シングル「秘密の花園」。
11. DEMAIN，JE　SERAI…… [4:17]
アルバム『Candy』収録「未来の花嫁」。
12. LA CHANSON DE SEIKO [4:00]
カラベリ作曲によるオリジナル曲「9月のモンマントル」。